# Головани
Головани (груз. ღოლოვანი) — село в Грузии, на территории Тетрицкаройского муниципалитета края (мхаре) Квемо-Картли.

## География
Село находится в юго-восточной части Грузии, на расстоянии приблизительно 14 километров (по прямой) к северо-северо-востоку от города Тетри-Цкаро, административного центра муниципалитета. Абсолютная высота — 1293 метра над уровнем моря.

## Население
По результатам официальной переписи населения 2014 года в Головани проживало 22 человека (11 мужчин и 11 женщин). В национальной структуре населения грузины составляли 100 %.
| Год  | Население, человек |
| ---- | ------------------ |
| 2002 | 27                 |
| 2014 | ↘ 22               |